# Fissicepheus amabilis
Fissicepheus amabilis är en kvalsterart som beskrevs av Aoki 1970. Fissicepheus amabilis ingår i släktet Fissicepheus och familjen Tetracondylidae. Inga underarter finns listade i Catalogue of Life.